# Boris Paval Conen
 (octobre 2018).
Boris Paval Conen, né le 4 août 1968 à Broekhuizen[Lequel ?], est un réalisateur et scénariste néerlandais.

## Filmographie
- 1998 : Temmink: The Ultimate Fight[2]
- 2000 : Nacht in de stad[3]
- 2003 : Shelter[4]
- 2005 : Dilemma[5]
- 2006 : Car Men[6]
- 2007 : Ongezien
- 2010 : First Mission[7]
- 2013 : Exit[8]
- 2016 : Kamp Holland[9]